# Улица Советской Армии (Рязань)
Улица Сове́тской А́рмии — улица в Октябрьском районе города Рязани. Проходит от Касимовского шоссе до улицы Зубковой. Пересекает улицу Новосёлов. Продолжением улицы на север является Муромское шоссе.
Нумерация домов начинается от Касимовского шоссе.
Чётная и нечётная стороны улицы разделены широкой зелёной зоной.

## История
Улица появилась в конце 60-х годов при застройке нового района Дашково-Песочня. В 1970 году, в честь 25-летия Победы, улице было присвоено имя Советской Армии. В 1973 году по улице был пущен троллейбус. Площадь на пересечении улиц Советской Армии и Новосёлов до сих пор носит неофициальное название «Старый круг».

## Примечательные здания

### По нечётной стороне
- Дом № 1 — 16-этажный жилой дом;
- Дом № 3 — 9-этажный жилой дом. Из-за своей длины (около 250 м) в народе называется «Великой китайской стеной»;
- Дом № 3 к. 5 — детский сад № 117 «Непоседы»;
- Дом № 5а — детский сад № 125 «Яблонька»;
- Дом № 9 — офисное здание. В период строительства из-за формы окон назывался «Дом с треугольными окнами»;
- Дом № 9а — гипермаркет «Европа»;
- Дом № 15а — школа № 62.

### По чётной стороне
- Дом № 4а — детский сад № 4 «Жемчужинка»;
- Дом № 10а — детский сад № 112;
- Дом № 14 — супермаркет «Атак»;
- Дом № 18 — отделение восстановительного лечения детской поликлиники № 2;
- Дом № 20А — детский сад № 130 «Белоснежка»;
- Дом № 24 к. 1 — школа № 9.

## Парки и памятники

### Парк отдыха
23 сентября 2014 года состоялось торжественное открытие парка отдыха на улице Советской Армии. На участке от Касимовского шоссе до улицы Новосёлов — территории площадью более 21 тысячи квадратных метров — разместились площадка с уличными тренажерами, скейтпарк, детские спортивно-игровые площадки, пешеходные и велодорожки, многофункциональные спортплощадки для игры в волейбол, баскетбол и футбол, были установлены лавочки, наружное освещение, проведено благоустройство зелёной зоны и береговой зоны двух небольших прудов.

### Сквер и памятник А. В. Александрову
14 ноября 2014 года в сквере на улице Советской Армии состоялось открытие памятника уроженцу Рязанской губернии, композитору, дирижёру, автору музыки гимна СССР и гимна Российской Федерации, создателю Краснознамённого ансамбля песни и пляски Вооружённых сил, генерал-майору Александру Васильевичу Александрову. В церемонии открытия приняли участие внук легендарного артиста, заслуженный работник культуры России, директор Музея Академического ансамбля песни и пляски Российской Армии имени А. В. Александрова Евгений Владимирович Александров, статс-секретарь, заместитель министра культуры РФ Г. П. Ивлиев, губернатор Рязанской области О. Н. Ковалёв, председатель областной Думы А. В. Фомин, гости и жители Рязани. Памятник создан скульптором А. М. Таратыновым при участии рязанского скульптора О. Н. Седова..

## Транспорт
По улице Советской Армии от Касимовского шоссе до улицы Новосёлов проходят почти все маршруты, связывающие Дашково-Песочню с другими районами города. От улицы Новосёлов до улицы Зубковой проходит один автобусный маршрут.
| Маршруты общественного транспорта на площади Театральной (январь 2023 г.) | Маршруты общественного транспорта на площади Театральной (январь 2023 г.) | Маршруты общественного транспорта на площади Театральной (январь 2023 г.) | Маршруты общественного транспорта на площади Театральной (январь 2023 г.) |
| Остановка Общественного Транспорта                                        | Троллейбусы                                                               | Автобусы                                                                  | Примечание                                                                |
| ------------------------------------------------------------------------- | ------------------------------------------------------------------------- | ------------------------------------------------------------------------- | ------------------------------------------------------------------------- |
| Улица Советской Армии                                                     | 3, 13                                                                     | 6, 8, 16, 17                                                              |                                                                           |
| Улица Новосёлов                                                           | 3, 13                                                                     | 6, 8, 16, 17                                                              |                                                                           |
| Рязаньинвест                                                              | -                                                                         | 21                                                                        |                                                                           |
| Улица Зубковой                                                            | -                                                                         | 21                                                                        |                                                                           |
| Почта                                                                     | -                                                                         | 21                                                                        |                                                                           |